# Emily Kaldwin
Emily Kaldwin est un personnage fictif de la série Dishonored. Elle est l'un des principaux protagonistes de Dishonored 2. Dans l'histoire du premier jeu, elle est la fille de l'impératrice et du personnage du joueur, Corvo. Lorsque l'impératrice est assassinée et qu'Emily est enlevée, le joueur récupère Emily. Emily règne pendant 15 ans avant l'histoire de la suite, lorsqu'elle est usurpée et s'échappe pour comploter sa vengeance. Les développeurs ont noté que la relation entre Emily et le joueur est l'un des éléments les plus convaincants de la suite. Son annonce en tant que protagoniste a été dévoilée comme une surprise et accueillie par les journalistes du jeu comme emblématique des progrès de la représentation féminine dans les jeux vidéo, menant une tendance de l'industrie vers des protagonistes féminines plus répandues lors de l'Electronic Entertainment Expo 2015.

## Développement
Les développeurs étaient particulièrement intéressés par la manière dont Emily gérerait les choix dans sa vie d'adulte. Harvey Smith, le codirecteur du jeu, a déclaré que l'équipe avait travaillé particulièrement dur pour éviter les clichés des protagonistes féminins communs. Raphaël Colantonio, cofondateur d'Arkane Studios et codirecteur de Dishonored 2, a déclaré que son personnage était l'élément principal qui méritait d'être récupéré de l'original et qu'elle est devenue "une ancre" dans ce monde fictif. Smith a ajouté que la réponse du joueur à l'apparence originale d'Emily a encouragé l'équipe à développer et poursuivre son histoire.

## Accueil
Les journalistes de The Guardian et GameSpot ont écrit qu'Emily, en tant que personnage féminin principal, faisait partie d'une tendance à l'échelle de l'industrie de présenter davantage de personnages principaux féminins.   Game Informer a inclus Emily dans sa liste des nouveaux personnages les plus prometteurs et GamesRadar a déclaré que la révélation d'Emily en tant que protagoniste du jeu était parmi ses plus grandes surprises. Les journalistes ont noté sa révélation comme un progrès pour l'industrie, d'autant plus que le changement a été effectué sans auto-félicitations.